# Österreichische Fußballnationalmannschaft der Frauen
Die österreichische Fußballnationalmannschaft der Frauen besteht seit 1990 und ist das Nationalteam der Frauen des Österreichischen Fußball-Bundes (ÖFB).
Im Jahr 2017 wurde die Nationalmannschaft als Österreichs Team des Jahres ausgezeichnet, nachdem man im Sommer zuvor bei der ersten Teilnahme an einer EM-Endrunde bis ins Halbfinale gelangt war. Vier Jahre später gelang erneut die Qualifizierung für die Europameisterschaft 2022.
Die Nationalmannschaft wird seit Jänner 2025 von Alexander Schriebl trainiert. Mannschaftskapitänin und gleichzeitige Rekordspielerin ist Sarah Puntigam.
Die bislang höchste Platzierung in der FIFA-Weltrangliste wurde am 25. August 2023 mit Platz 16 erreicht.

## Geschichte
Von 1970 bis 1990 hatte sich der Frauenfußballsport im Osten Österreichs rasant entwickelt und eine Vielzahl an Vereinen hervorgebracht. In Westösterreich hingegen war das Interesse noch gering. Dementsprechend waren in der Frauen-Bundesliga, der höchsten Spielklasse des Landes, ausschließlich Vereine aus Wien und Umgebung, Oberösterreich und der Steiermark zu finden. Deren Vorsitzender Gerhard Traxler kritisierte im Sommer 1989 eine durch die Untätigkeit des ÖFB verursachte Stagnation des Damenfußballs. In der Folge machte der Wiener Fußball-Verband innerhalb des ÖFB seinen Einfluss geltend und drängte auf eine verstärkte Förderung. Inoffiziell trat im Frühling 1990 ein kombiniertes Team aus Spielerinnen der zwei bestplatzierten Klubs der Bundesliga zu einem Spiel gegen die Tschechoslowakei an. Durch diese Privatinitiative sah sich der ÖFB zum Handeln und damit zur Zusammenstellung einer offiziellen Nationalmannschaft gezwungen.
Das erste Freundschaftsspiel bestritt die Nationalmannschaft am 25. August 1990 in Richterswil gegen die Schweiz, dieses verlor sie 5:1. Erst mit dem siebten Freundschaftsspiel gelang der erste Sieg (1993 gegen Ungarn). In den folgenden Jahren bestritt die Nationalmannschaft hauptsächlich Freundschaftsspiele sowie Qualifikationsspiele für Meisterschaften, bei denen man nie in die Endrunde gelangte. In der Qualifikation zur WM 2011 traf die Mannschaft auf Spanien, England, die Türkei und Malta. Dabei belegte Österreich den 3. Platz.
Erstmals erreichte man in der Qualifikation für die EM 2013 als Gruppen-Zweiter die Play-offs um ein EM-Ticket, wo man jedoch scheiterte: Gegen Russland unterlag man 0:2 im Hinspiel und konnte den Rückstand mit einem 1:1 im Rückspiel nicht mehr aufholen. Im März 2016 erreichten die Österreicherinnen nach dem Gewinn des Zypern-Cup 2016 Platz 25 in der FIFA-Weltrangliste. Nach der EM 2017 erreichten sie im September 2017 mit Platz 20 ihre bis dahin beste Platzierung. Im August 2023 belegten sie Platz 16 auf der FIFA-Weltrangliste.
Das österreichische Fußballnationalmannschaft der Frauen konnte sich im September 2016 erstmals für die im folgenden Jahr stattfindende Endrunde einer Europameisterschaft qualifizieren. Das Team traf bei der EM 2017 in Gruppe C auf Schweiz, Frankreich und Island, wo es als Gruppensieger hervorging. Im Viertelfinale kam es zum Elfmeterschießen gegen Spanien, das mit 5:3 gewonnen wurde. Im nachfolgenden Halbfinale unterlag man jedoch Dänemark ebenfalls im Elfmeterschießen mit 0:3. Bei der Wahl zu Österreichs Sportlern des Jahres 2017 wurde das Team zur Mannschaft des Jahres gewählt. Der ORF übertrug alle Spiele der österreichischen Nationalmannschaft im Bewerb live auf ORF eins. Um eine Übertragung des Gruppenspiels am 26. Juli auf dem Sender (statt auf ORF Sport Plus) zu ermöglichen, wurde das ursprünglich zeitgleich angesetzte Qualifikationsspiel von FC Salzburg zur UEFA Champions League der Männer kurzfristig auf 18:45 Uhr vorverlegt.
Nachdem der bisherige Teamchef Dominik Thalhammer zum LASK gewechselt war, übernahm mit Irene Fuhrmann am 27. Juli 2020 erstmals eine Frau das Traineramt bei den Nationalspielerinnen. Unter ihrer Leitung konnte sich die Mannschaft für die Endrunde der EM 2022 qualifizieren. In Gruppe A wurde die österreichische Auswahl Zweiter hinter England, im Viertelfinale verlor sie 0:2 gegen Deutschland.
Nachfolgend scheiterte die Mannschaft jedoch in der Qualifikation für die WM 2023. Auch die Qualifikation für die EM 2025 wurde Ende 2024 verpasst; im Playoff-Finale unterlag man gegen Polen. Zum Ende des Jahres 2024, das die Auswahl in der FIFA-Weltrangliste auf dem 18. Platz abschloss, gab der ÖFB die Trennung von Teamchefin Fuhrmann bekannt. Im Jänner 2025 wurde Alexander Schriebl zu Fuhrmanns Nachfolger auf dem Chefsessel ernannt.

## Turnierbilanz

### Weltmeisterschaft
| - 1991: keine Teilnahme - 1995: keine Teilnahme - 1999: keine Teilnahme - 2003: nicht qualifiziert - 2007: nicht qualifiziert | - 2011: nicht qualifiziert - 2015: nicht qualifiziert - 2019: nicht qualifiziert - 2023: nicht qualifiziert (in der ersten Play-off-Runde an Schottland gescheitert) |

### Europameisterschaft
| - 1984: keine Teilnahme - 1987: keine Teilnahme - 1989: keine Teilnahme - 1991: keine Teilnahme - 1993: keine Teilnahme - 1995: keine Teilnahme - 1997: nicht qualifiziert | - 2001: nicht qualifiziert - 2005: nicht qualifiziert - 2009: nicht qualifiziert - 2013: nicht qualifiziert - 2017: Halbfinale - 2022: Viertelfinale - 2025: nicht qualifiziert |

### Olympische Spiele
Die Qualifikation erfolgte bis 2020 über die WM-Endrunde, ab 2024 über die UEFA Women’s Nations League.
| - 1996: keine Teilnahme - 2000: keine Teilnahme - 2004: keine Teilnahme - 2008: nicht qualifiziert | - 2012: nicht qualifiziert - 2016: nicht qualifiziert - 2020: nicht qualifiziert - 2024: nicht qualifiziert |

### Nations League
- 2023/24: Liga A2 – 2. Platz, Verbleib in Liga A
- 2025: Liga A1 – 3. Platz, Play-off gegen Tschechien

### Algarve-Cup
Die Nationalmannschaft nahm dreimal am Algarve-Cup teil und spielte dabei jeweils in Gruppe C, in der zunächst die schwächeren Mannschaften gegeneinander antreten.
| - 1994 bis 2008: nicht teilgenommen - 2009: 10. Platz - 2010: 11. Platz - 2011 bis 2013: nicht teilgenommen - 2014: 11. Platz - 2015 bis 2020, 2022: nicht teilgenommen |

### Istrien-Cup
| - 2015: 3. Platz |

### Zypern-Cup
Die Nationalmannschaft nahm 2016 erstmals teil und gewann das Turnier durch ein 2:1 im Finale gegen Polen. 2017 wurde der achte Platz belegt. Dabei traf die Mannschaft erstmals auf eine ozeanische Mannschaft (Neuseeland) und gewann mit 3:0. 2018 nahm Österreich erneut teil und belegte durch einen Sieg im Elfmeterschießen gegen Wales den siebten Platz. Dabei kam Nina Burger als erste österreichische Spielerin zu ihrem 100. Länderspiel. 2019 wurde der vierte Platz belegt. Dabei verloren die Österreicherinnen kein Spiel. Nach Siegen gegen Afrikameister Nigeria (4:1) und die Slowakei (1:0) sowie einem torlosen Remis gegen Belgien wurde Österreich Gruppensieger, traf aber als schlechtester Gruppensieger im Spiel um Platz 3 wieder auf Belgien. Da dieses erneut torlos endete, kam es zum Elfmeterschießen, in dem je fünf Schützinnen beider Mannschaften trafen und nicht trafen und es am Ende 3:2 für Belgien stand.

## Rekordspielerinnen und -torschützinnen
Stand: 3. Juni 2025
Das erste Tor in den Länderspielen der österreichischen Frauen erzielte am 25. August 1990 Christa Zötsch (1. DFC Leoben) in der 63. Spielminute beim Stand von 0:3 bei der 1:5 (0:2)-Niederlage von Österreich in der Schweiz, in Richterswil.
Gertrud Stallinger (Union Kleinmünchen Linz) erzielte am 30. Juli 1998 beim 5:0 (1:0)-Sieg von Österreich gegen Israel) beim Turnier in Trencin (SK) vier Tore in einem Länderspiel. Auch beim 11:0-Sieg von Österreich gegen Armenien am 13. Mai 2003 in Waidhofen an der Ybbs war Österreichs Rekordtorschützin Gertrud Stallinger viermal erfolgreich. Auf jeweils drei Tore in einem Spiel brachten es Manuela Binder, Michaela Schaffranek und Elke Scheubmayr.
Ein besonderes Kunststück gelang Ramona Cito, die am 27. Mai 1995 im freundschaftlichen Länderspiel gegen Slowenien beim Stand von 8:1 in der 79. Spielminute eingetauscht wurde und bereits vier Minuten später für den Endstand von 9:1 für Österreich sorgte. Dennoch sollte es der einzige Länderspieleinsatz von Ramona Cito bleiben.
Die schnellsten Länderspieltore erzielten jedoch zwei andere Spielerinnen: Beim 11:0-Sieg von Österreich gegen Armenien am 13. Mai 2003 war Marlies Hanschitz ebenso bereits nach 3 Minuten erfolgreich, wie Manuela Binder beim vorher genannten 9:1-Sieg gegen Slowenien. Das schnellste Gegentor in einem Länderspiel musste Österreich am 3. Juni 2025 hinnehmen: Bereits in der ersten Spielminute traf die deutsche Spielerin Lohmann zum 0:1. Die Partie endete mit einer 0:6-Niederlage für Österreich – der bislang höchsten in der Geschichte des Teams.
In einem Testspiel 2020 gegen die Schweiz feierte Sarah Puntigam ihr 100. Länderspiel im ÖFB-Dress, womit sie nach Nina Burger die zweite Frauen-Nationalteamspielerin ist, die die 100er Länderspiel-Marke geknackt hat. Am 17. September 2021 wurde sie mit ihrem 110. Länderspiel österreichische Rekordnationalspielerin.
| Rekordspielerinnen | Rekordspielerinnen    | Rekordspielerinnen | Rekordspielerinnen |
| Spiele             | Spielerin             | Zeitraum           | Tore               |
| ------------------ | --------------------- | ------------------ | ------------------ |
| 157                | Sarah Puntigam        | 2009–2025          | 24                 |
| 128                | Sarah Zadrazil        | 2010–2025          | 15                 |
| 127                | Carina Wenninger      | 2007–2023          | 07                 |
| 125                | Laura Feiersinger     | 2010–2025          | 19                 |
| 122                | Verena Hanshaw        | 2011–2025          | 10                 |
| 116                | Virginia Kirchberger  | 2010–2025          | 05                 |
| 110                | Manuela Zinsberger    | 2013–2025          | 0                  |
| 109                | Nina Burger           | 2005–2019          | 53                 |
| 106                | Nicole Billa          | 2013–2024          | 47                 |
| 093                | Nadine Prohaska       | 2008–2019          | 07                 |
| 087                | Barbara Dunst         | 2015–2024          | 13                 |
| 083                | Viktoria Schnaderbeck | 2007–2022          | 02                 |
| 074                | Lisa Makas            | 2010–2022          | 19                 |
| 074                | Katharina Schiechtl   | 2014–2024          | 10                 |

## Teamchefs und Assistenten
Stand: 3. Juni 2025
Erster Teamchef des österreichischen Nationalteams der Frauen war Peter Leitl, der insgesamt 27 mal für die Nominierungen verantwortlich war. Langjähriger Teamchef war unter anderem Dominik Thalhammer, der das Amt des im April 2011 verstorbenen Ernst Weber übernommen hatte, der in 60 Länderspielen hauptverantwortlich für das österreichische Frauennationalteam war. Von Sommer 2020 bis Dezember 2024 war mit Irene Fuhrmann die erste Frau Trainerin der österreichischen Frauenfußballnationalmannschaft.
| Name               | Anzahl der Länder- spiele gesamt | Davon als Teamchef | Davon als Assistent | Erstes Länder- spiel | Letztes Länder- spiel | Anmerkung                                                                 |
| ------------------ | -------------------------------- | ------------------ | ------------------- | -------------------- | --------------------- | ------------------------------------------------------------------------- |
| Peter Leitl        | 27                               | 27                 | –                   | 25.08.1990           | 05.10.1997            |                                                                           |
| Eveline Leitner    | 28                               | –                  | 28                  | 09.10.1991           | 05.10.1997            |                                                                           |
| Paul Gludovatz     | 4                                | 4                  | –                   | 09.10.1991           | 14.05.2000            |                                                                           |
| Gerhard Seidl      | 2                                | –                  | 2                   | 17.11.1991           | 29.04.1992            |                                                                           |
| Mario Franzoi      | 36                               | –                  | 36                  | 19.05.1996           | 23.09.2006            |                                                                           |
| Adi Köstenberger   | 1                                | –                  | 1                   | 18.08.1996           | 18.08.1996            |                                                                           |
| Olga Hutter        | 36                               | 6                  | 30                  | 28.06.1998           | 23.09.2006            |                                                                           |
| Ernst Weber        | 60                               | 60                 | –                   | 28.06.1998           | 25.08.2010            |                                                                           |
| Dominik Thalhammer | 91                               | 91                 | –                   | 27.04.2011           | 10.03.2020            | Sieg beim Zypern-Cup 2016 Erste Qualifikation für eine EM-Endrunde (2017) |
| Irene Fuhrmann     | 53                               | 53                 | –                   | 22.09.2020           | 03.12.2024            |                                                                           |
| Alexander Schriebl | 6                                | 6                  | –                   | 21.02.2025           |                       |                                                                           |

## Kader
Kapitänin
- bis 2022: Viktoria Schnaderbeck[22]
- 2022 bis April 2023: Carina Wenninger[23]
- seit Juli 2023: Sarah Puntigam[2]

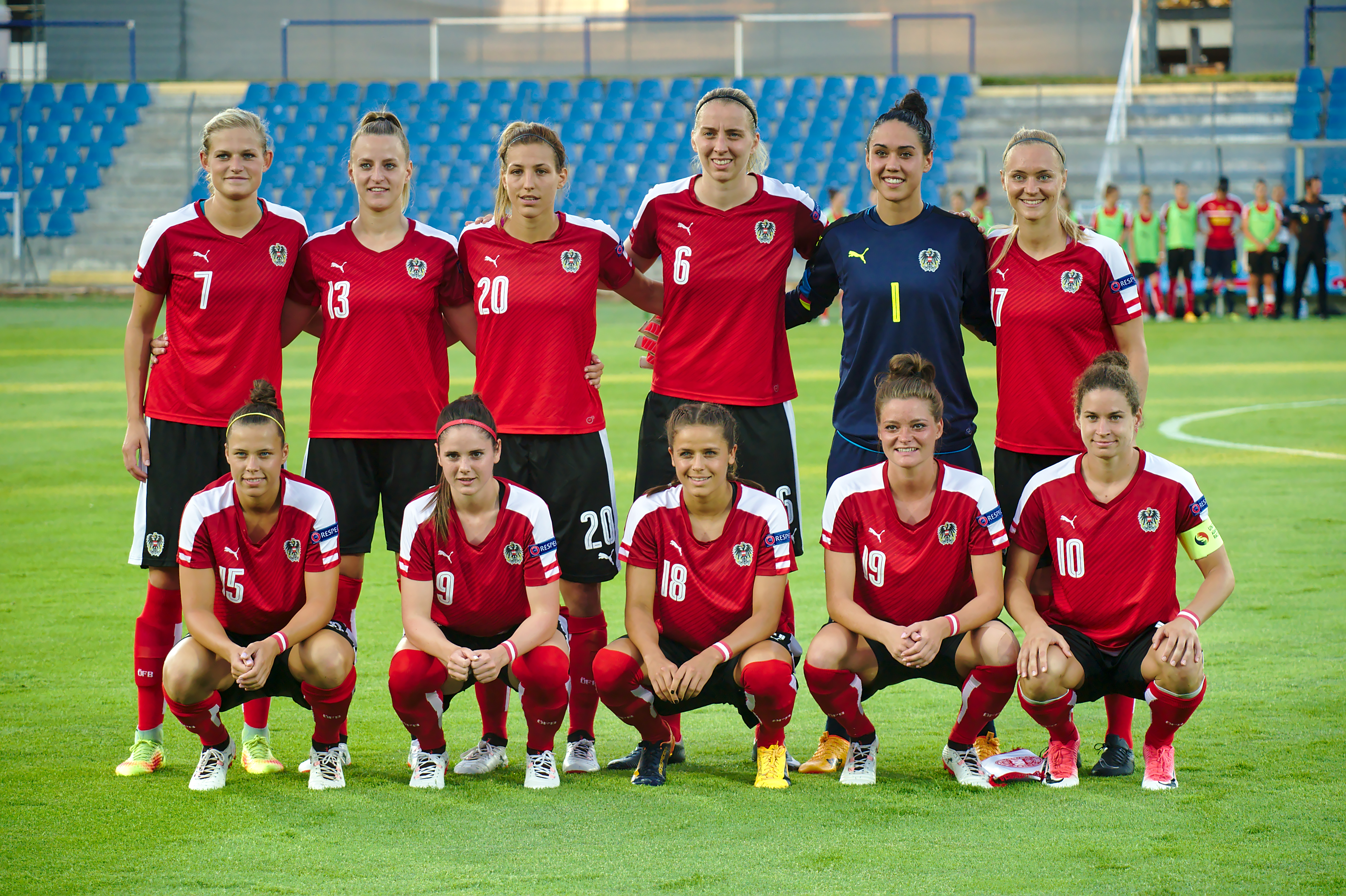
ÖFB-Frauenfußball-Freundschaftsspiel Österreich gegen Dänemark im Juli 2017, 1. Reihe hockend v.l. Billa, Zadrazil, Feiersinger, Aschauer und Burger; 2. Reihe stehend v.l. Wenninger, Kirchberger, Makas, Schiechtl, Zinsberger und Puntigam

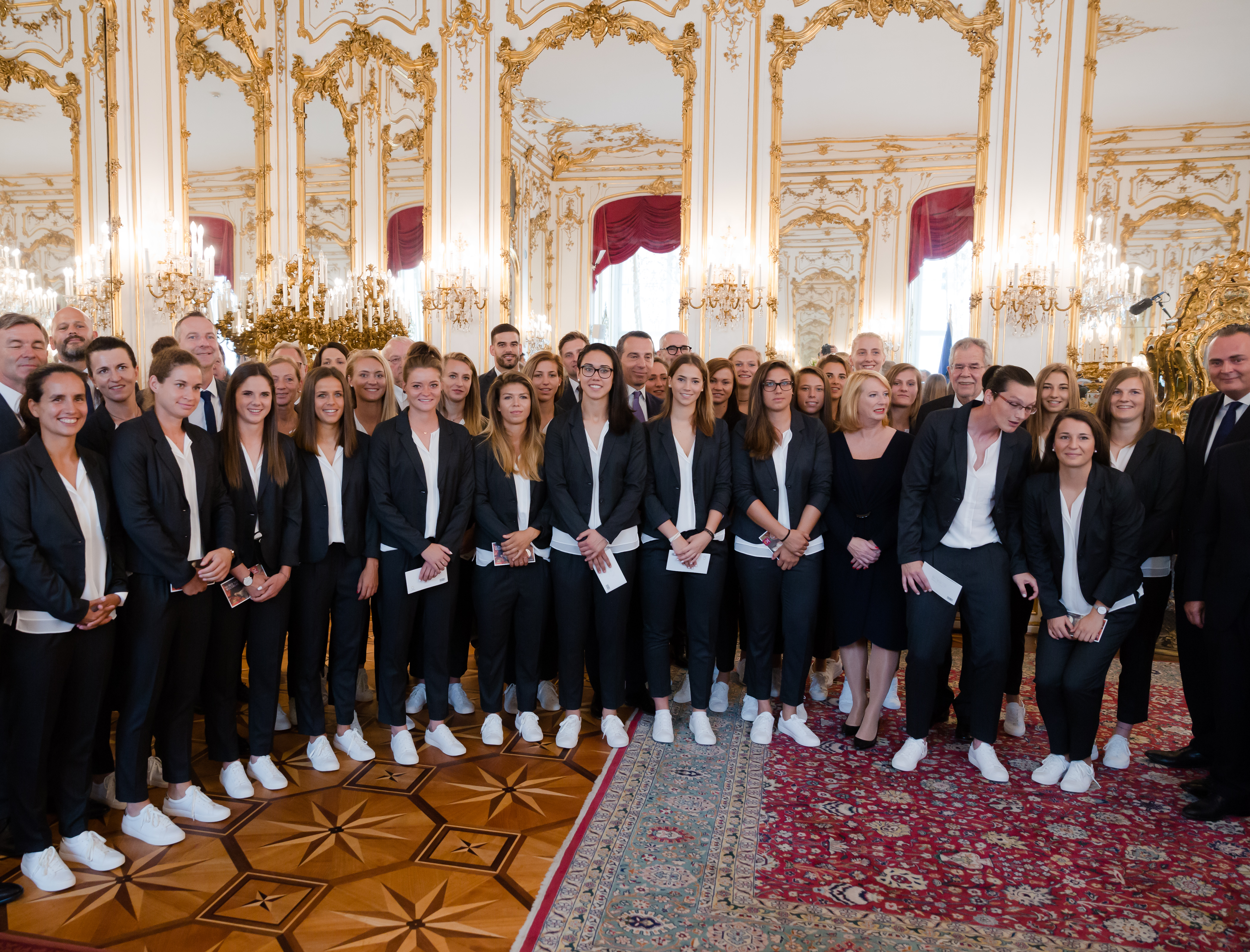
Das Team während des Empfangs beim Bundespräsidenten vor der Abreise zur EM 2017

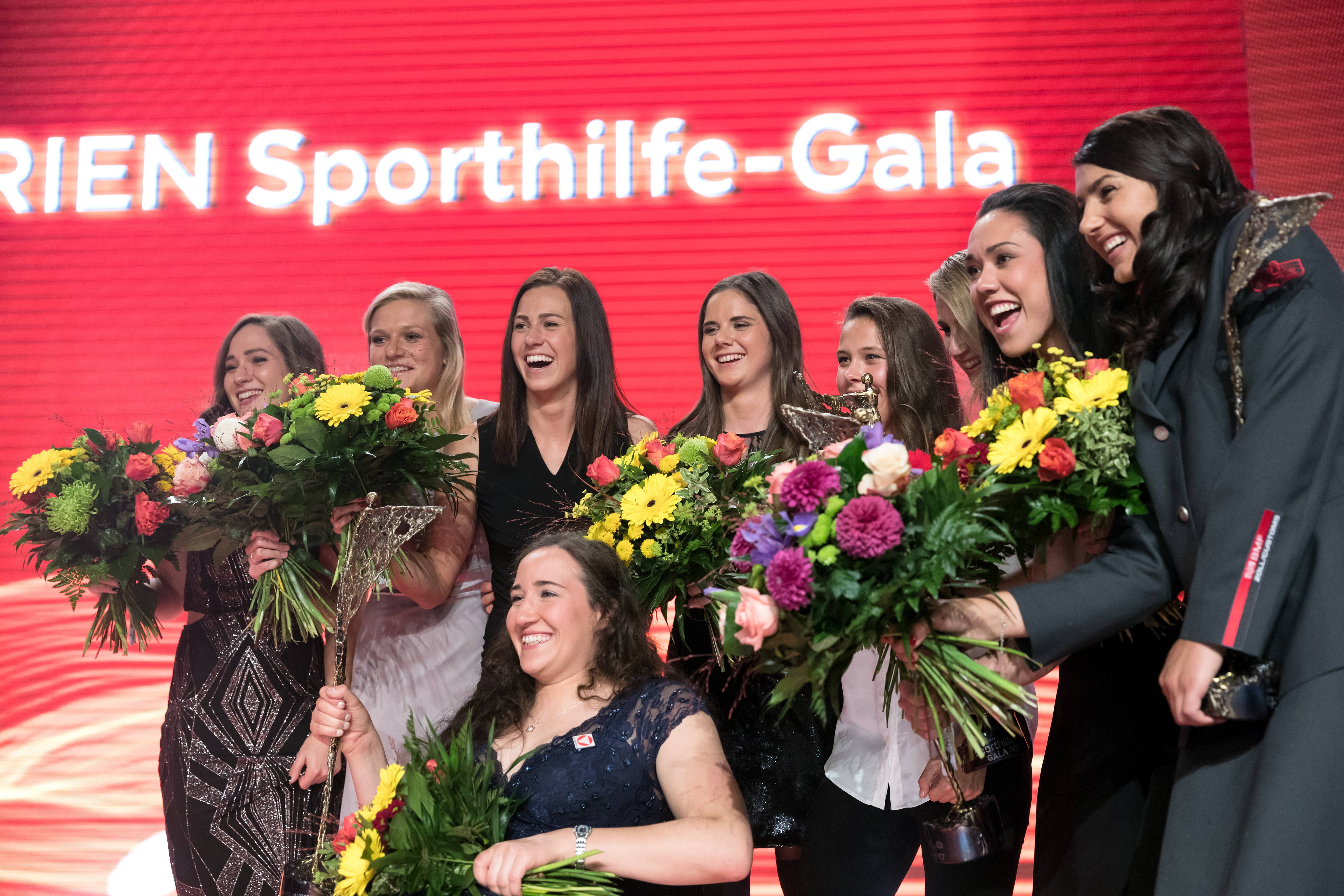
Ein Teil des Teams mit weiteren Gewinnerinnen bei der Gala für die österreichischen Sportler des Jahres 2017

Siehe auch Fußball-Europameisterschaft der Frauen 2022/Österreich#Kader
Die Liste enthält die Spielerinnen, die für die Spiele der Nations League im Mai/Juni 2025 nominiert wurden. (A) = auf Abruf
| Nr.        | Name                       | Verein                 | Geburtsdatum       | Länderspiele | Länderspieltore | Letzter Einsatz |
| Tor        | Tor                        | Tor                    | Tor                | Tor          | Tor             | Tor             |
| ---------- | -------------------------- | ---------------------- | ------------------ | ------------ | --------------- | --------------- |
| 21         | Mariella El Sherif         | FC Carl Zeiss Jena     | 2. September 2004  | 001          | 0               | 03.06.2025      |
|            | Andrea Gurtner (A)         | Trabzonspor            | 1. Februar 2001    | 000          | 0               | –               |
|            | Larissa Haidner (A)        | FK Austria Wien        | 18. März 2005      | 000          | 0               | –               |
|            | Isabella Kresche           | AS Rom                 | 28. November 1998  | 006          | 0               | 11.04.2023      |
| 23         | Jasmin Pal (A)             | 1. FC Köln             | 24. August 1996    | 005          | 0               | 04.06.2024      |
|            | Larissa Rusek (A)          | USV Neulengbach        | 1. Jänner 2005     | 000          | 0               | –               |
| 01         | Manuela Zinsberger         | Arsenal Women FC       | 19. Oktober 1995   | 110          | 0               | 30.05.2025      |
| Abwehr     |                            |                        |                    |              |                 |                 |
| 0          | Michela Croatto (A)        | RB Leipzig             | 29. Juni 2002      | 002          | 0               | 29.10.2024      |
| 02         | Chiara D’Angelo            | SKN St. Pölten         | 31. Juli 2004      | 003          | 0               | 04.04.2025      |
| 0          | Celina Degen (A)           | 1. FC Köln             | 16. Mai 2001       | 020          | 03              | 16.07.2024      |
| 11         | Marina Georgieva           | AC Florenz             | 13. April 1997     | 048          | 0               | 03.06.2025      |
| 19         | Verena Hanshaw             | West Ham United        | 20. Jänner 1994    | 122          | 10              | 03.06.2025      |
| 13         | Virginia Kirchberger       | FK Austria Wien        | 25. Mai 1993       | 116          | 05              | 03.06.2025      |
| 0          | Jennifer Klein (A)         | SKN St. Pölten         | 11. Jänner 1999    | 019          | 01              | 28.02.2024      |
| 0          | Julia Magerl (A)           | RB Leipzig             | 2. Mai 2003        | 004          | 01              | 29.10.2024      |
| 06         | Katharina Schiechtl        | FK Austria Wien        | 27. Februar 1993   | 074          | 10              | 04.06.2024      |
|            | Sophia Schirmbrand (A)     | FC Bergheim            | 2. August 2001     | 000          | 0               | –               |
|            | Louise Schöffel (A)        | FK Austria Wien        | 25. Dezember 2001  | 000          | 0               | –               |
|            | Laura Spinn (A)            | FC Bergheim            | 7. Februar 2005    | 000          | 0               | –               |
| 0          | Yvonne Weilharter (A)      | FK Austria Wien        | 8. Dezember 2000   | 006          | 0               | 23.02.2021      |
| 05         | Claudia Wenger             | SKN St. Pölten         | 6. Mai 2001        | 010          | 0               | 03.06.2025      |
| 12         | Laura Wienroither          | Manchester City W.F.C. | 13. Jänner 1999    | 043          | 02              | 03.06.2025      |
| Mittelfeld |                            |                        |                    |              |                 |                 |
| 10         | Laura Feiersinger          | 1. FC Köln             | 5. April 1993      | 125          | 19              | 03.06.2025      |
| 08         | Sophie Hillebrand          | SKN St. Pölten         | 24. Jänner 2002    | 003          | 0               | 03.06.2025      |
| 14         | Marie-Therese Höbinger     | Liverpool FC Women     | 1. Juli 2001       | 051          | 07              | 03.06.2025      |
|            | Katharina Naschenweng      | FC Bayern München      | 16. Dezember 1997  | 050          | 06              | 28.02.2024      |
| 0          | Linda Natter (A)           | First Vienna FC 1894   | 12. Mai 2005       | 000          | 0               | –               |
| 0          | Nicole Ojukwu (A)          | SC Freiburg            | 28. November 2005  | 000          | 0               | –               |
| 04         | Maria Plattner             | FC Bayern München II   | 6. Mai 2001        | 013          | 05              | 03.06.2025      |
| 17         | Sarah Puntigam             | Houston Dash           | 13. Oktober 1992   | 157          | 24              | 30.05.2025      |
|            | Magdalena Rukavina (A)     | First Vienna FC 1894   | 19. Jänner 2005    | 001          | 0               | 25.02.2025      |
| 16         | Annabel Schasching         | SC Freiburg            | 26. Juli 2002      | 029          | 03              | 03.06.2025      |
|            | Lena Triendl (A)           | FK Austria Wien        | 10. März 2000      | 000          | 0               | –               |
| 09         | Sarah Zadrazil             | FC Bayern München      | 19. Februar 1993   | 128          | 15              | 03.06.2025      |
| Angriff    |                            |                        |                    |              |                 |                 |
| 15         | Nicole Billa               | 1. FC Köln             | 5. März 1996       | 106          | 47              | 29.11.2024      |
| 0          | Melanie Brunnthaler (A)    | SKN St. Pölten         | 28. September 2000 | 001          | 0               | 25.02.2025      |
| 03         | Carina Brunold             | SKN St. Pölten         | 17. September 2002 | 004          | 0               | 08.04.2025      |
| 22         | Eileen Campbell            | SC Freiburg            | 17. September 2000 | 024          | 09              | 03.06.2025      |
| 18         | Julia Hickelsberger-Füller | TSG 1899 Hoffenheim    | 1. August 1999     | 043          | 09              | 03.06.2025      |
| 07         | Viktoria Pinther           | FCO Dijon              | 16. Oktober 1998   | 050          | 02              | 03.06.2025      |
| 20         | Lilli Purtscheller         | SGS Essen              | 12. August 2003    | 024          | 03              | 03.06.2025      |

Stand: 3. Juni 2025 (nach dem Spiel gegen Deutschland)

## Spiele gegen Nationalmannschaften deutschsprachiger Länder
Alle Ergebnisse aus österreichischer Sicht.

### Deutschland
Das erste Spiel gegen die deutsche Auswahl fand am 22. Oktober 2016 in Regensburg statt.
| Datum            | Ort        | Ergebnis  | Anlass           | Tore |
| ---------------- | ---------- | --------- | ---------------- | --- |
| 22. Oktober 2016 | Regensburg | 2:4 (0:2) | F                | 0:1, 0:2 Mittag (8., 40.), 1:2 Feiersinger (48.), 2:2 Burger (54.), 2:3 Faißt (75.), 2:4 Petermann (81./Elfmeter) |
| 6. Oktober 2018  | Essen      | 1:3 (1:1) | F                | 0:1 Popp (8.), 1:1 Billa (34.), 1:2 Dallmann (56.), 1:3 Schüller (84.)                                            |
| 21. Juli 2022    | Brentford  | 0:2 (0:1) | EM-Viertelfinale | 0:1 Magull (25.), 0:2 Popp (90.)                                                                                  |
| 5. April 2024    | Linz       | 2:3 (2:1) | EM-Qualifikation | Campbell (9., 17.), Bühl (39., 49.), Gwinn (63./Elfmeter)                                                         |
| 16. Juli 2024    | Hannover   | 0:4 (0:2) | EM-Qualifikation | Bühl (11., 90+2.), Brand (39.), Schüller (52.)                                                                    |
| 25. Februar 2025 | Nürnberg   | 1:4 (1:1) | Nations League   | Schasching (3.), Freigang (39.), Dallmann (55.), Hoffmann (70.), Endemann (82.)                                   |
| 3. Juni 2025     | Wien       | 0:6 (0:6) | Nations League   | Lohmann (1., 39.), Schüller (9.), Cerci (26.), Bühl (31.), Freigang (43.)                                         |

### Schweiz
Am 12. Juli 1978 fand in Linz ein Spiel gegen die Schweiz statt, das 2:6 für die Schweiz endete, das jedoch vom ÖFB nicht als offizielles Länderspiel geführt wird. Der SFV zählt es dagegen in seiner Länderspielstatistik.
| Datum              | Ort            | Ergebnis  | Anlass          | Tore |
| ------------------ | -------------- | --------- | --------------- | --- |
| 25. August 1990    | Richterswil    | 1:5 (0:2) | F               | 0:1 Kölin (12.), 0:2 Sauter (28.), 0:3 Sauter (54.), 1:3 Zötsch (63.), 1:4 Sauter (65.), 5:1 Sauter (70.)                                               |
| 8. November 1992   | Lustenau       | 1:3 (1:2) | F               | 0:1 Werren (8.), 1:1 Rafael (9.), 1:2 Käser (31.), 1:3 Poncioni (63.)                                                                                   |
| 15. Oktober 1995   | Herisau        | 0:3 (2:0) | EM-Q            | 0:1 Spinner (11.), 0:2 Kälin (32.), 0:3 Spinner (70.)                                                                                                   |
| 19. Mai 1996       | Koblach        | 4:3 (1:2) | EM-Q            | 0:1 Hänni (5.), 1:1 Scheubmayr (10.), 1:2 Marscheret (35.), 2:2 Stallinger (59.), 3:2 Scheubmayr (79.), 4:2 Stallinger (86.), 4:3 Seidl (88., Eigentor) |
| 24. Mai 2001       | Gossau         | 1:4 (0:1) | F               | 0:1 Di Fonzo (18.), 0:2 Wenger (58.), 2:1 Scheubmayr (64.), 1:3 Wenger (82.), 1:4 Meyer (85.)                                                           |
| 14. September 2002 | Gleisdorf      | 1:1 (0:0) | F               | 1:0 Stallinger (77)., 1:1 Gaillard (89.) |
| 22. August 2012    | Altach         | 1:2 (0:1) | F               | 0:1 Martina Moser (32.), 0:2 Lara Dickenmann (56.), 1:2 Sarah Puntigam                                                                                  |
| 18. Juli 2017      | Deventer       | 1:0 (1:0) | EM-Gruppenspiel | 1:0 Nina Burger (15.) |
| 6. März 2020       | Marbella (ESP) | 1:1 (1:0) | F               | 1:0 Eseosa Aigbogun (Eigentor, 8.), 1:1 Naomi Mégroz (87.)                                                                                              |
| 10. März 2020      | Marbella (ESP) | 1:2 (1:1) | F               | 0:1, 1:2 Ana Maria Crnogorčević (8., 90.), 1:1 Sarah Puntigam (42.)                                                                                     |
| 22. Februar 2022   | Marbella (ESP) | 3:0 (0:0) | F               | 1:0 Lisa Kolb (64.), 2:0 Laura Feiersinger (68.), 3:0 Nicole Billa (74.)                                                                                |

## Auszeichnungen
- 2017: Team des Jahres bei der Wahl von Österreichs Sportlern des Jahres
- 2022: Österreichischer Staatspreis für Frauen[27][28]